# Банкетинг-хаус
Банкетинг-Хаус (англ. Banqueting House) при Уайтхолльском дворце (ныне не существующем) в Лондоне строился в 1619—1622 годах по проекту Иниго Джонса. Это одно из первых на севере Европы зданий палладианской архитектуры, долгое время служившее чтимым образцом для английских зодчих. Как следует из названия, трёхэтажный особняк нарочито сдержанной архитектуры предназначался для приёмов и банкетов, а не для проживания.
Нижний этаж облицован рустом, второй этаж выделен пилястрами ионического ордера, а верхний — ордером коринфским. Венчает здание плоская крыша с балюстрадой. Джонс планировал с возведения дома банкетов начать полную перестройку тюдоровского дворца в Уайтхолле, но его планы не осуществились из-за недостатка у короля средств (финансовые споры Карла I с парламентом приведут к его казни перед дворцом в 1649 году).
Потолок Банкетинг-Хауса украшают девять картин П. Рубенса. Они прославляют королевскую власть, доказывая её божественное происхождение и преимущество перед другими формами правления, а также рассказывают о добродетелях короля Якова I и плодах его правления. По заказу Карла I, сына Якова I, картины были выполнены Рубенсом в Нидерландах, после чего с величайшими предосторожностями, в ящиках перевезены на корабле в Англию, и, с помощью деревянных реек по краям, закреплены на потолке Банкетинг-Хауса. Сам Рубенс впоследствии никогда не бывал в Банкетинг-Хаусе и не видел своих картин, так что остается только удивляться, как он написал картины, предназначенные для размещения на высоте 55 футов, руководствуясь только силой собственного воображения.
В 1698 году дворец Уайтхолл сгорел и с тех пор не восстанавливался. Из его сооружений уцелел только Банкетинг-Хаус, в который после пожара была перенесена дворцовая капелла.
Королева Виктория в 1893 году передала Банкетинг-Хаус в распоряжение Королевского консультативного института по вопросам обороны, который намеревался перепланировать внутренние помещения для своих нужд. После вмешательства художественной общественности дело ограничилось облицовкой здания белым известняком. До 1962 года в Банкетинг-Хаусе помещался музей данного учреждения. Помимо Банкетинг-Хауса, в Лондоне сохранилось лишь несколько построек Джонса — Куинс-хаус в Гринвиче, Куинс-чэпел (дворцовая капелла) в Сент-Джеймском дворце и церковь Св. Павла в Ковент-Гардене (так называемая «актёрская церковь»).

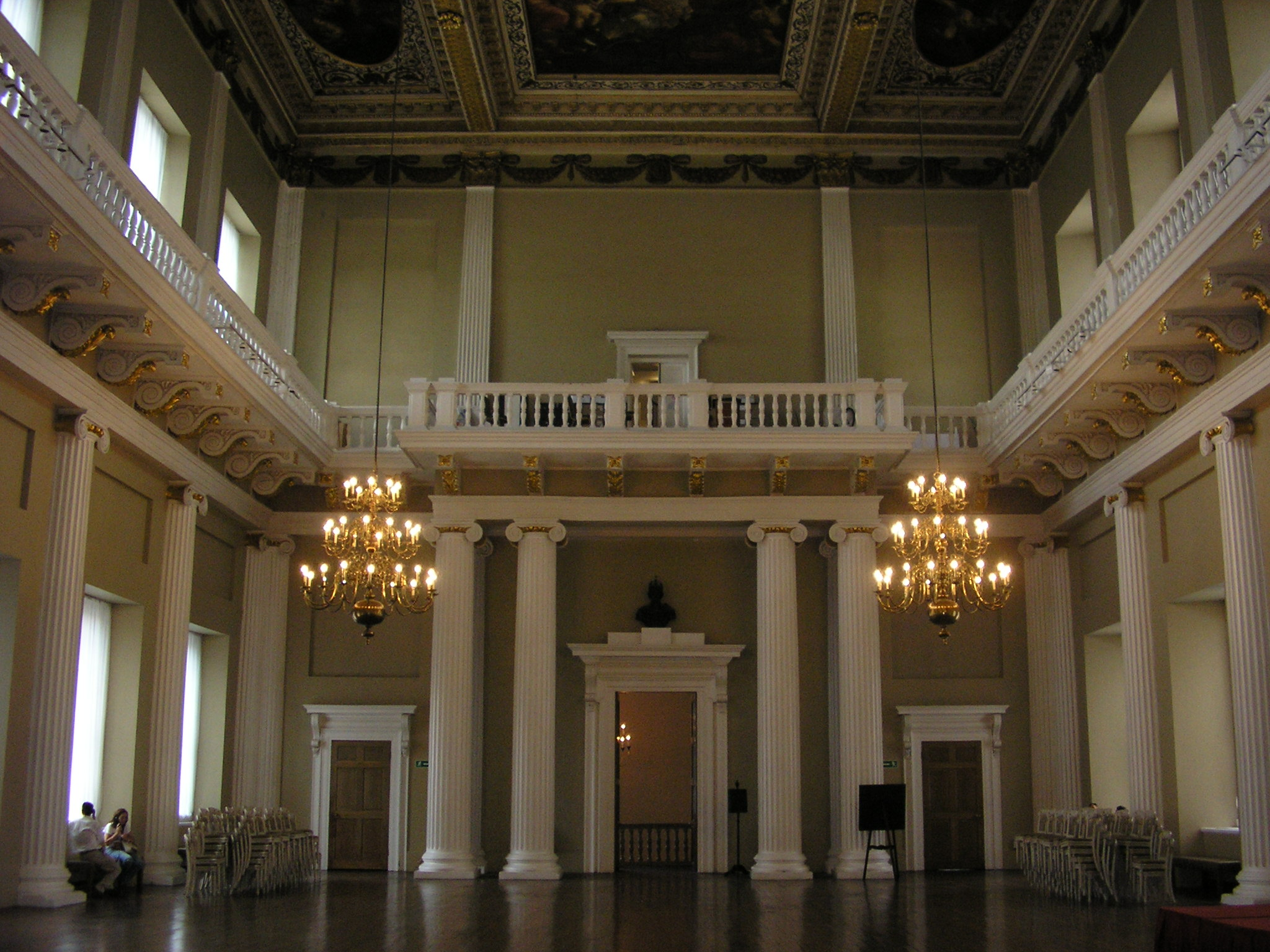
Банкетинг-Хаус. Интерьер главного зала
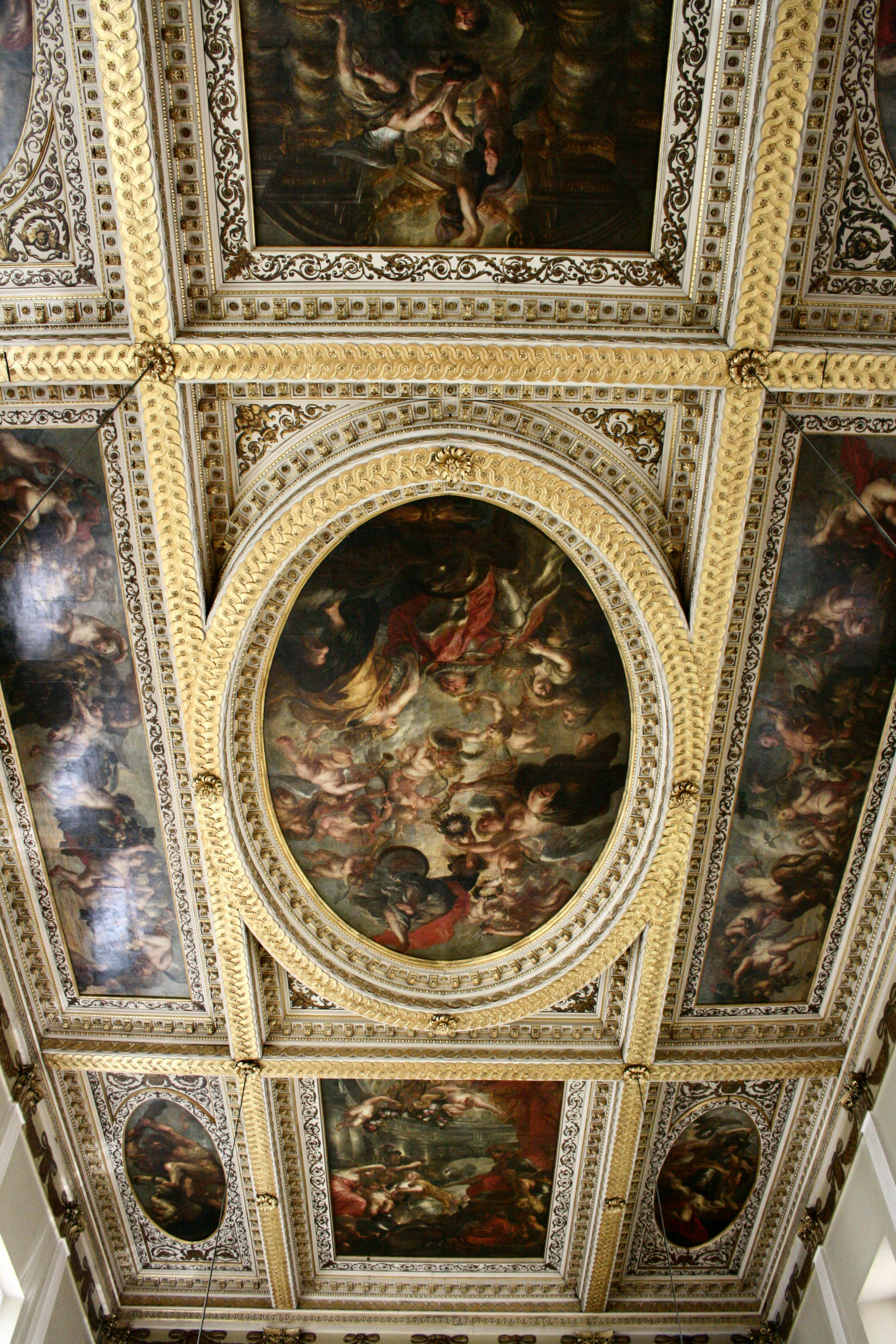
Плафон работы П. П. Рубенса